# 天保山町 (鹿児島市)
天保山町（てんぽざんちょう）は、鹿児島県鹿児島市の町。郵便番号は890-0061。人口は2,098人、世帯数は1,056世帯（2020年4月1日現在）。天保山町の全域で住居表示を実施している。
江戸時代の天保年間に甲突川の浚渫土砂によって埋立てられ造成された土地である。1863年（文久3年）に鹿児島湾において薩摩藩とグレートブリテン及びアイルランド連合王国（イギリス）との間で勃発した薩英戦争は薩摩藩が天保山に設置した砲台からイギリス艦隊に対して砲撃を行ったのをきっかけに戦闘が開始された。
1967年に公開された007は二度死ぬのロケ地でもあり、この地からジェームズ・ボンドがヘリコプターで飛び立った。

## 地理
鹿児島市中部、甲突川河口部に位置し、東側は鹿児島湾（錦江湾）に面している。町域の北方は甲突川を境として錦江町、南方は与次郎、西方は国道225号を境として下荒田に接している。
町域の北西端には鹿児島市消防局中央消防署や鹿児島市産業政策課分庁舎が設置されている。
1935年から2006年までは町域内にはNHK鹿児島放送局の局舎があったが、2006年に本港新町に移転した。

### 地名の由来
「天保山」という地名は天保年間に甲突川をさらい、その砂を揚げた地であることに由来している。

## 歴史

### 天保山の成立と薩英戦争

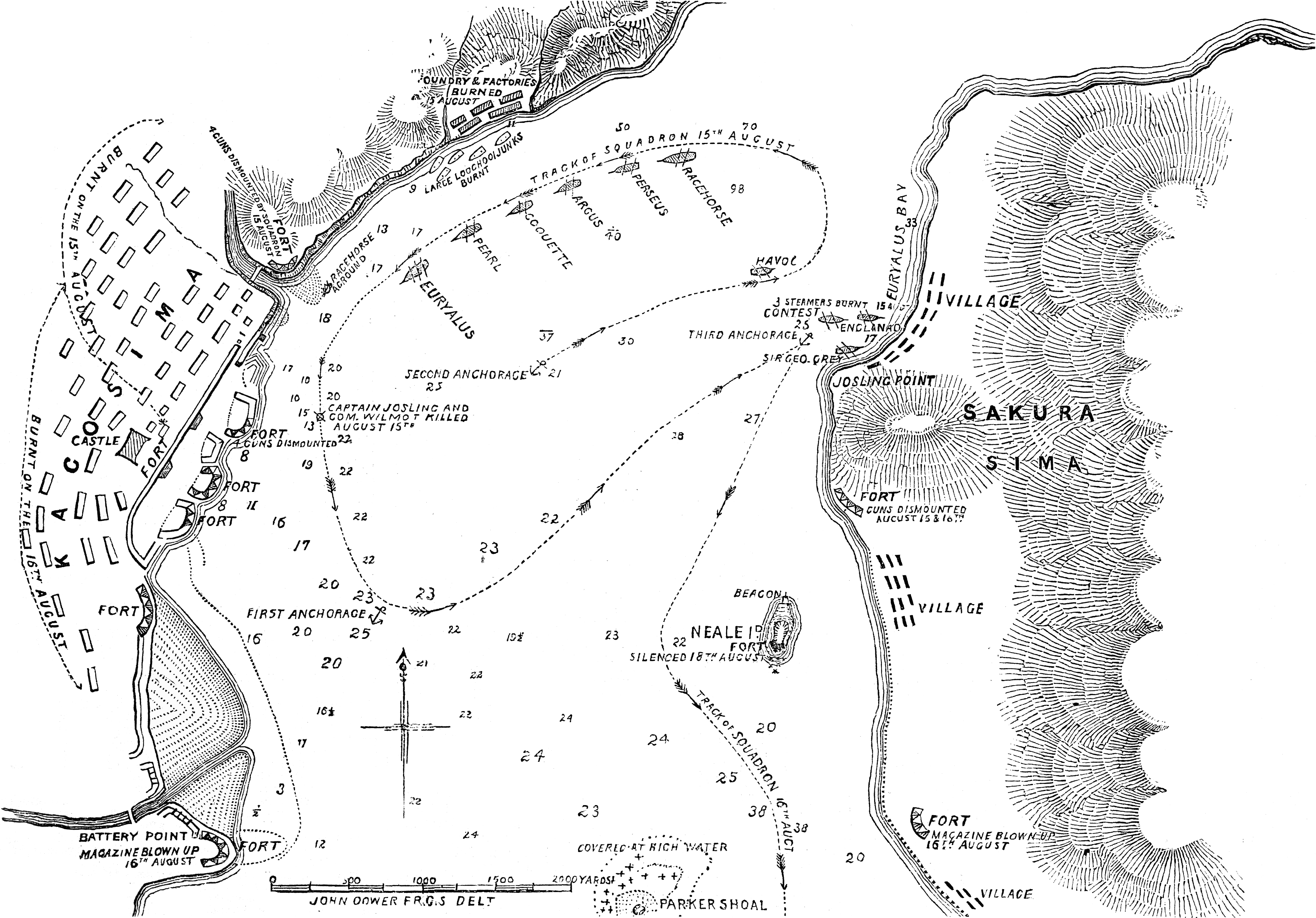
当時の新聞による薩英戦争の戦況図。図左下のBATTERY POINTは天保山砲台のことを指す。

天保山は名前の通り、天保年間に天保の改革の一環として甲突川の浚渫土砂によって埋立てられ造成された土地である。
のちに島津斉興によって洋式砲術調練場が天保山に設置され、砲台や防弾火薬庫が整備されのちに島津斉彬によって改修された。
1862年（文久2年）9月14日、武蔵国橘樹郡生麦村（現在の神奈川県横浜市鶴見区生麦）において薩摩藩の国父島津久光の行列に乱入した騎馬のイギリス人を薩摩藩士が無礼討ちした事件（生麦事件）に端を発して、1863年（文久3年）7月2日、薩摩藩に対して交渉を行うため鹿児島湾に7隻のイギリスの艦隊が派遣された。イギリス側が薩摩の汽船3隻を掠奪したことに激発した薩摩藩は天保山に設置されていた11門の砲台からイギリスの艦隊に対して砲撃を行った。これがきっかけとなり、薩摩藩とグレートブリテン及びアイルランド連合王国（イギリス）との間で薩英戦争と呼ばれる戦闘が始まった。

### 明治初期から天保山町の設置まで
明治時代初期には天保山は鹿児島郡鹿児島近在武村及び荒田村の飛地となっており、1889年（明治22年）の町村制施行によって鹿児島郡西武田村大字武の一部となった。
鹿児島市が編纂した「鹿児島のおいたち」によれば天保山について以下のとおり記述している。
当時の天保山は旧砂揚場ともいわれ、堀できりはなされ、西側半分は古田浜等の塩田であった。・・・天保山一帯や現在の甲南中学校附近一帯は、市の区域に挟まれながら、当時西武田村の飛び地であった—鹿児島のおいたち
1904年（明治37年）と1908年（明治41年）に天保山は大日本帝国陸軍の演習地に編入され、その後大蔵省の所管となった。
1911年（明治44年）9月30日に鹿児島郡西武田村の大字武（現在の武）のうち飛地となっていた天保山（現在の天保山町の北半分）の区域を鹿児島市に編入し、下荒田町に属することとなった。

### 天保山町の設置以降

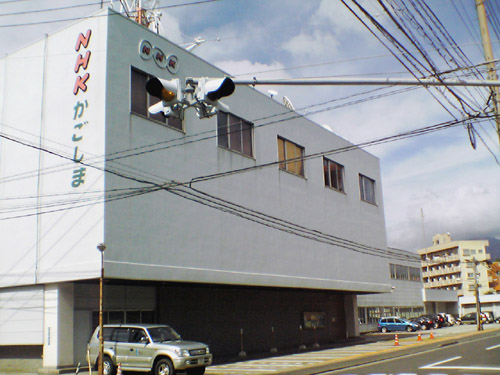
かつて天保山町に設置されていたNHK鹿児島放送局。現在は本港新町に移転している。

1934年（昭和9年）2月に下荒田町に属していた天保山の区域が分割され鹿児島市の町「天保山町」として設置された。但し、町として設置された時期については「角川日本地名大辞典」においては、1911年（明治44年）に天保山の区域が鹿児島市に編入された際に「天保山町」が設置されたと記述されている。
1934年（昭和9年）に失業救済事業として行われていた鹿児島湾の天保山護岸工事が2年の月日を費やして完成した。1935年（昭和10年）には日本放送協会の鹿児島放送局の局舎が天保山に設置されることが決定し、局舎の建設に着手、同年10月26日にラジオ放送を開始した。また同年までに天保山にあった池沼が埋立てられた。1935年（昭和10年）には洲崎町（現在の錦江町など）との間に天保山橋が開通し、1967年（昭和42年）には天保山大橋が開通した。
1973年（昭和48年）12月3日には天保山町、鴨池町（現在の鴨池）、下荒田町の各一部にあたる下荒田・天保山地区において住居表示が実施されるのに伴い町域の再編が行われた。下荒田町、天保山町、上荒田町の各一部より下荒田一丁目、下荒田町、天保山町の各一部より下荒田二丁目が設置され、下荒田町の一部が天保山町に編入された。また同時に天保山町の全域で住居表示が実施された。
第二次世界大戦終戦後から戦災復興地区として土地区画整理事業が天保山地区で行われていたが、1981年（昭和56年）までに完了した。1984年（昭和59年）には鹿児島市消防局中央消防署が天保山町に庁舎を新築移転した。
2006年（平成18年）には、1935年（昭和10年）の開局以来天保山に設置されていた日本放送協会鹿児島放送局が本港新町に新築移転した。

### 町域の変遷
| 実施後               | 実施年             | 実施前           |
| -------------------- | ------------------ | ---------------- |
| 天保山町（新設）     | 1934年（昭和9年）  | 下荒田町（一部） |
| 下荒田一丁目（新設） | 1973年（昭和48年） | 下荒田町（一部） |
| 下荒田一丁目（新設） | 1973年（昭和48年） | 天保山町（一部） |
| 下荒田一丁目（新設） | 1973年（昭和48年） | 上荒田町（一部） |
| 下荒田二丁目（新設） | 1973年（昭和48年） | 下荒田町（一部） |
| 下荒田二丁目（新設） | 1973年（昭和48年） | 天保山町（一部） |
| 天保山町（編入）     | 1973年（昭和48年） | 下荒田町（一部） |

## 文化財

### 市指定
- 天保山砲台跡（史跡）[29]
1974年（昭和49年）3月15日指定[29]。薩摩藩によって整備された砲台であり、前述の通り薩英戦争ではイギリス艦隊に対して砲撃を行った[30]。

## 人口
以下の表は国勢調査による小地域集計が開始された1995年以降の人口の推移である。
| 年                 | 人口  |
| ------------------ | ----- |
| 1995年（平成7年）  | 1,002 |
| 2000年（平成12年） | 1,305 |
| 2005年（平成17年） | 1,755 |
| 2010年（平成22年） | 1,979 |
| 2015年（平成27年） | 2,122 |

## 施設

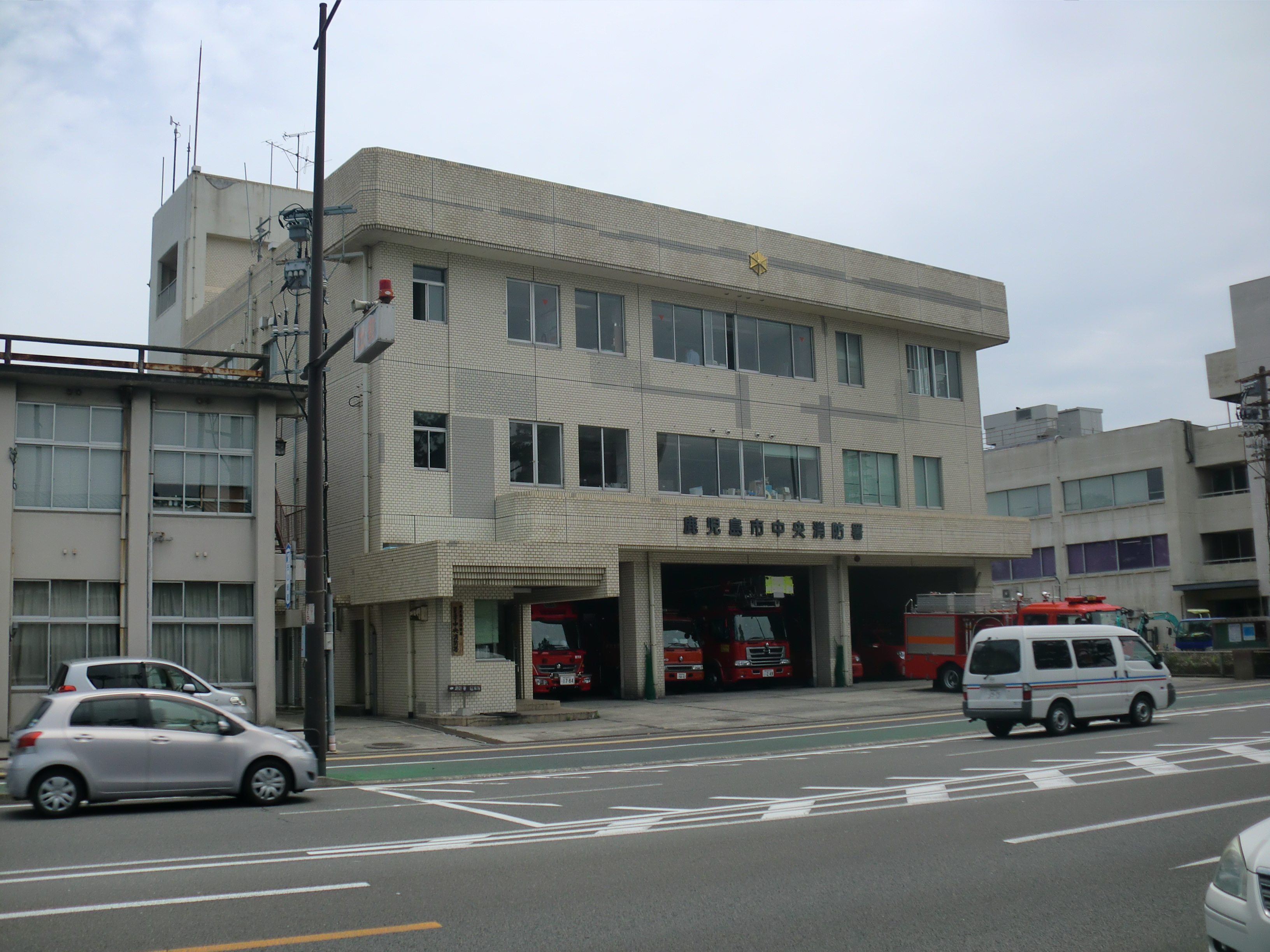
鹿児島市消防局中央消防署

### 公共
- 鹿児島市消防局中央消防署[36]
- 鹿児島市産業政策課分庁舎
  - 計量検査所[37]
  - 公益社団法人鹿児島市シルバー人材センター[38][39]
- 天保山公園
  - 共月亭

### 寺社
- 西大宣寺

## 小・中学校の学区
市立小・中学校の学区（校区）は以下の通りである。
| 町・町   | 番地 | 小学校               | 中学校                 |
| -------- | ---- | -------------------- | ---------------------- |
| 天保山町 | 全域 | 鹿児島市立八幡小学校 | 鹿児島市立天保山中学校 |